# Обершарфюрер

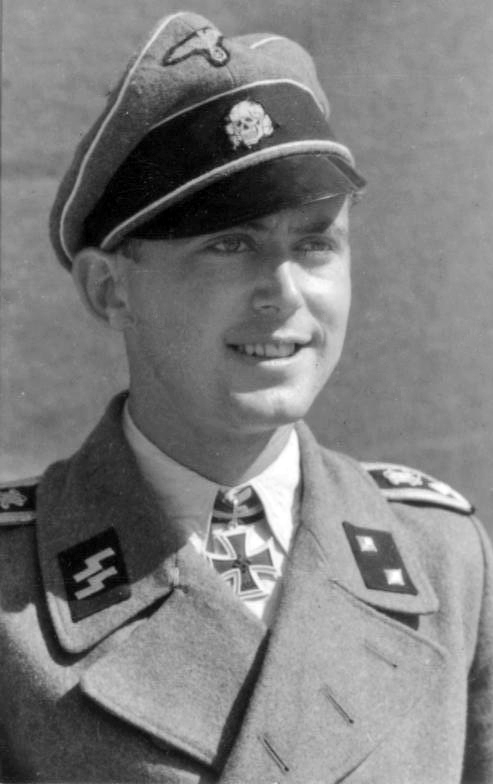
Курт Заметрайтер,
обершарфюрер Ваффен СС

Обершарфюрер (нем. Oberscharführer – старший шарфюрер) — звание в СС и СА, которое существовало с 1932 по 1945 годы. Соответствовало званию фельдфебель в вермахте.
Вначале звания в СС были идентичны званиям СА и звание обершарфюрер было введено в СС одновременно с СА. Звание обершарфюрер СС было равно аналогичному званию СА. Однако после Ночи длинных ножей это соотношение было изменено.
Система званий СС была реорганизована и было введено несколько новых званий, не имевших аналогов в СА. Звание обершарфюрер СС «поднялось» и стало равно званию труппфюрер СА. Петлица для эсэсовского звания была изменена, и на ней стало два серебристых квадрата, в отличие от одного квадрата с серебряной полосой, как в СА.
В СА обершарфюреры были обычно командирами вспомогательных взводов, в которых должность командира относилась к штатной категории унтер-офицеров.
Знаки различия CC-Обершарфюрер Ваффен-СС

Погон
Петлицы
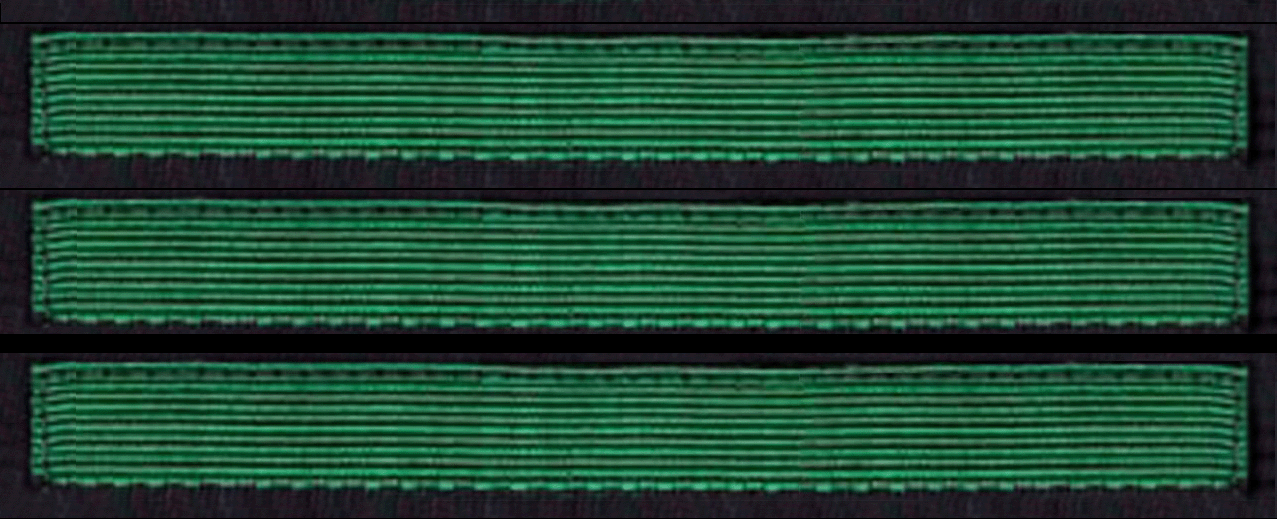
Нарукавная нашивка на Маскировочный костюм (лето)
CC-Штандартенюнкер

После 1938 года, когда СС стали использовать серую полевую униформу, обершарфюреры СС носили погоны фельдфебелей вермахта.
В войсках СС обершарфюреры исполняли обязанности командиров третьих (и иногда — вторых) взводов пехотных, сапёрных и других рот, ротных старшин. В танковых частях обершарфюреры часто были командирами танков.